# Moyenne de points mérités
Pour les articles homonymes, voir ERA.

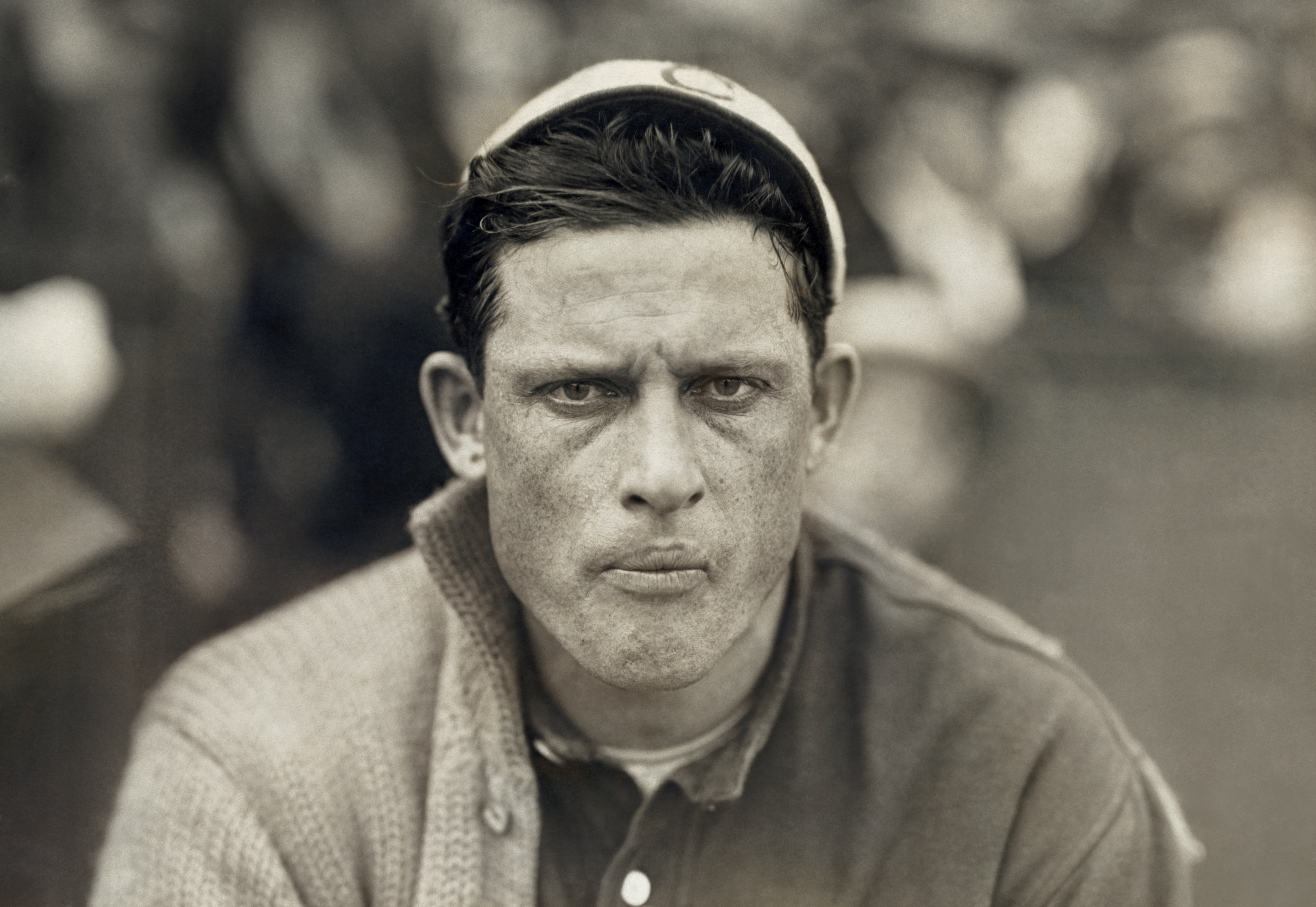
Ed Walsh, le lanceur possédant la meilleure moyenne de points mérités en carrière dans la Ligue majeure de baseball.

La moyenne de points mérités (en anglais : earned run average ou ERA) est une statistique de baseball pour évaluer la qualité des lanceurs. Plus cette moyenne est basse, meilleure est la performance du joueur.

## Formule
La formule mathématique pour calculer la moyenne de points mérités est la suivante :
{\displaystyle MPM=9\times {\frac {\text{Points mérités}}{\text{Manches lancées}}}}
La moyenne de points mérités (MPM) est donc calculée en divisant le nombre de points mérités qu'un lanceur accorde à l'adversaire par le nombre de manches qu'il a lancées. On multiplie ensuite ce total par 9 (le nombre de manches jouées dans une partie de baseball) pour obtenir la moyenne de points mérités du lanceur sur 9 manches.

### Exemple
Lors de la saison 1994 de la Ligue majeure de baseball, le lanceur Greg Maddux afficha l'une des meilleures moyennes de points mérités de l'histoire récente : 1,56. Maddux accorda seulement 35 points mérités à l'adversaire cette année-là en 202 manches lancées. 35 divisé par 202, multiplié par 9 donne une moyenne de points mérités de 1,559. On l'arrondit à la deuxième décimale, ce qui donne 1,56. Cela signifie que Maddux a donné en moyenne durant cette saison 1,56 point à l'équipe adverse dans un match de neuf manches.

## Description
Les points marqués au baseball sont portés à la fiche d'un lanceur de deux façons : les points mérités et les points non mérités. Dans cette dernière catégorie entrent les points comptés à la suite d'erreurs de la défense. Puisque ce n'est pas une mauvaise performance du lanceur qui a causé ces points de l'adversaire, mais plutôt une erreur de ses coéquipiers, on n'inclut pas les points non mérités dans le calcul de sa moyenne pour ne pas faire augmenter celle-ci injustement.
La moyenne de points mérités d'un lanceur qui lance un grand nombre de manches en une saison descend rarement sous la barre des 2,00. Le cas de Maddux ci-dessus est un exemple inhabituel de l'histoire récente. Au XXIe siècle, une moyenne entre 3,00 et 4,00 est considérée respectable. Les lanceurs appartenant à l'élite du baseball maintiennent leur moyenne sous les 3 points mérités par partie. Par exemple, en 2011, la meilleure moyenne de points mérités du baseball majeur, celle de Clayton Kershaw, s'élevait à 2,28. Les moyennes de points mérités des lanceurs de la Ligue américaine de baseball ont tendance à être légèrement plus élevées que celles en Ligue nationale, puisque dans l'Américaine les lanceurs, généralement de piètres frappeurs, ne se présentent pas au bâton et sont plutôt remplacés par un frappeur désigné, c'est-à-dire un joueur qui n'évolue pas en défensive et dont le rôle est uniquement d'aller au bâton à la place d'un lanceur.

## La moyenne de points mérités à différentes époques
Les moyennes de points mérités collectives de tous les lanceurs de la ligue ont fluctué au fil des ans, ainsi que les moyennes des meilleurs lanceurs. Tim Keefe détient le record pour une seule saison dans la Ligue majeure de baseball avec 0,86 pendant la saison 1880. Il est difficile d'imaginer un lanceur avec une moyenne aussi basse de nos jours. L'époque couvrant les tout débuts du XXe siècle jusqu'à l'émergence de Babe Ruth vers 1919 était surnommée The Dead-Ball Era (« l'ère de la balle morte »), où les lanceurs et la défensive avaient le dessus sur l'offensive dans une période marquée par de faibles scores. En revanche, les années 1920 et 1930 ont semblé favoriser les frappeurs et rares étaient les lanceurs capables d'abaisser leur moyenne sous les 3 points mérités par neuf manches lancées.
Malgré des performances individuelles exceptionnelles de lanceurs tels Greg Maddux, Pedro Martinez ou Randy Johnson, les années 1990 et le début des années 2000 ont été généralement dominées par les frappeurs, entre autres en raison de l'usage de stéroïdes par certains gros cogneurs. Vers la fin de la première décennie du XXIe siècle, la tendance s'inverse et l'on voit une diminution du nombre de coups de circuit et de points marqués; l'année 2010 est même baptisée par les médias « Année du lanceur,» (« Year of the Pitcher ») avec le plus grand nombre de blanchissages réussis par des lanceurs depuis la saison 1972.
Les différences d'un stade de baseball à l'autre (distance entre les clôtures du champ extérieur et le marbre, hauteur des clôtures, direction des vents, etc.) peuvent aussi avoir une incidence sur les performances et les statistiques des lanceurs et des frappeurs. Les sabermétriciens ont d'ailleurs introduit une nouvelle statistique, toutefois beaucoup moins citée dans les médias, appelée le park factor (en), où les moyennes sont calculées en considérant les spécificités de chaque stade.

## Records des Ligues majeures de baseball

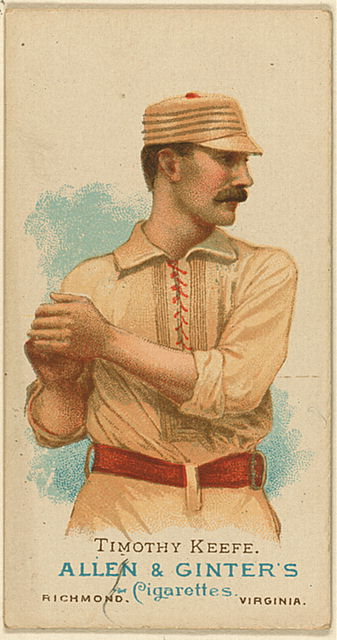
Tim Keefe, meilleure moyenne de points mérités en une saison.

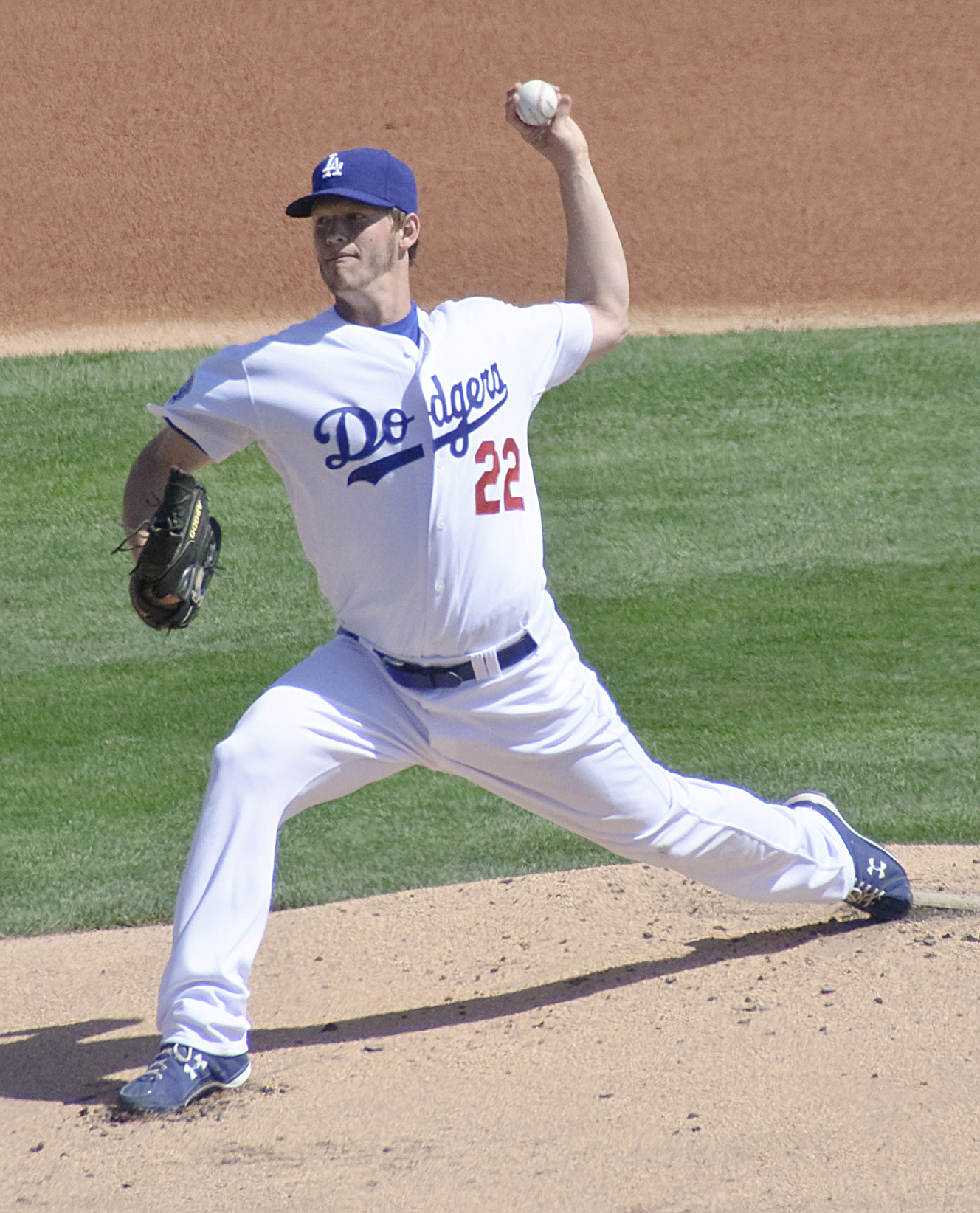
Clayton Kershaw, meilleure moyenne parmi les lanceurs actifs après la saison 2019.

Les records pour les meilleures moyennes de points mérités dans la Ligue majeure de baseball.
Mis à jour après la saison 2019.
- Meilleure moyenne de points mérités en une saison :

| Rang | Lanceur           | Équipe                   | M.P.M. | Saison |
| ---- | ----------------- | ------------------------ | ------ | ------ |
| 1    | Tim Keefe         | Troy Trojans             | 0,86   | 1880   |
| 2    | Dutch Leonard     | Red Sox de Boston        | 0,96   | 1914   |
| 3    | Mordecai Brown    | Cubs de Chicago          | 1,04   | 1906   |
| 4    | Bob Gibson        | Cardinals de Saint-Louis | 1,12   | 1968   |
| 5    | Christy Mathewson | Giants de New York       | 1,14   | 1909   |

- Meilleure moyenne de points mérités en carrière :

| Rang | Lanceur        | M.P.M. | Saisons   |
| ---- | -------------- | ------ | --------- |
| 1    | Ed Walsh       | 1,82   | 1904-1917 |
| 2    | Addie Joss     | 1,89   | 1902-1910 |
| 3    | Jim Devlin     | 1,90   | 1875-1877 |
| 4    | Jack Pfiester  | 2,02   | 1903-1911 |
| 5    | Smoky Joe Wood | 2,03   | 1908-1920 |

- Meilleure moyenne de points mérités en carrière parmi les joueurs en activité après la saison 2019 :

| Rang | Lanceur           | M.P.M. | Première saison |
| ---- | ----------------- | ------ | --------------- |
| 1    | Clayton Kershaw   | 2,40   | 2008            |
| 2    | Jacob deGrom      | 2,62   | 2014            |
| 3    | Chris Sale        | 3,03   | 2010            |
| 4    | Madison Bumgarner | 3,13   | 2009            |
| 5    | Corey Kluber      | 3,16   | 2011            |